# Saanich (British Columbia)
Saanich ist eine Gebietsgemeinde („District Municipality“) in der kanadischen Provinz British Columbia, genauer auf der vorgelagerten Insel Vancouver Island. Sie liegt nordöstlich der Provinzhauptstadt Victoria auf der Saanich-Halbinsel und gehört zum Capital Regional District. Sie ist die flächengrößte Gemeinde in der Metropolregion Greater Victoria.
Während sich im Westen der Gemeinde das Dominion Astrophysical Observatory (eine National Historic Site of Canada) befindet, liegen im Süden der Gemeinde Teile der University of Victoria.

## Lage
Die Gemeinde grenzt nach Osten an die Haro-Straße. Von Norden über Westen nach Süden ist sie von den Gemeinden Central Saanich, Highlands, View Royal, Esquimalt, Victoria sowie Oak Bay umgeben.
Auf dem Gebiet der Gemeinde liegt unter anderem der Elk Lake, der von den späten 1870er Jahren bis in die Mitte der 1910er Jahre als Trinkwasser-Reservoir von Victoria genutzt wurde und heute Teil des Elk/Beaver Lake Regional Parks ist.

## Klima
Gemäß der Klimaklassifikation nach Köppen und Geiger ist das Klima in Saanich als sommerwarmes Mittelmeerklima (Csb) einzustufen.

## Geschichte
Das Gebiet, in dem das Dorf liegt, ist traditionelles Siedlungs- und Jagdgebiet der First Nations, hier der Songhees.
Wie auch in den umliegenden Gemeinde geht der europäische Anteil der Geschichte zurück bis zur Entdeckung und der späteren Einrichtung eines Handelsposten der Hudson’s Bay Company hier im Süden der Insel. Aus der Gründungszeit der Kolonie Vancouver Island ist noch das 1855 errichtete Craigflower Schoolhouse erhalten. Es ist das älteste erhalten gebliebene Schulgebäude im Westen Kanadas und wurde 1964 zur „National Historic Site of Canada“ erklärt.
Die Zuerkennung der kommunalen Selbstverwaltung für die Gemeinde erfolgte am 1. März 1906 (incorporated als Municipal District).

## Demographie
Der Zensus im Jahr 2016 ergab für die Gemeinde eine Bevölkerungszahl von 114.148 Einwohnern, nachdem der Zensus im Jahr 2011 für die Gemeinde noch eine Bevölkerungszahl von 109.752 Einwohnern ergab. Die Bevölkerung hat dabei im Vergleich zum letzten Zensus im Jahr 2011 um 4,0 % zugenommen und liegt damit leicht unter dem Provinzdurchschnitt, mit einer Bevölkerungszunahme in British Columbia um 5,6 %. Im Zensuszeitraum 2006 bis 2011 hatte die Einwohnerzahl in der Gemeinde deutlich schwächer als die Entwicklung in der Provinz um nur 1,4 % zugenommen, während sie im Provinzdurchschnitt um 7,0 % zunahm.
Für den Zensus 2016 wurde für die Gemeinde ein Medianalter von 44,5 Jahren ermittelt. Das Medianalter der Provinz lag 2016 bei nur 43,0 Jahren. Das Durchschnittsalter lag bei 43,5 Jahren, bzw. bei 42,3 Jahren in der Provinz. Zum Zensus 2011 wurde für die Gemeinde noch ein Medianalter von 44,0 Jahren ermittelt. Das Medianalter der Provinz lag 2011 bei nur 41,9 Jahren.
Einwohnerentwicklung
- 1986 -  78.710
- 1991 -  95.583
- 1996 - 101.388
- 2001 - 103.654
- 2011 - 109.752